# Ernst Salomon (psykiater)

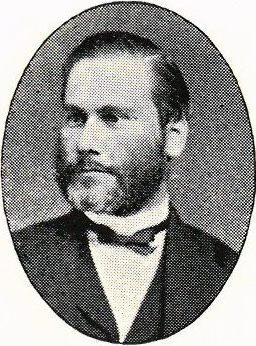
Ernst Salomon.

Ernst Carl Victor Salomon, född 13 maj 1831 i Stockholm, död 30 september 1880 i Lund, var en svensk psykiater. Han var sonson till läkaren och personhistorikern Ernst Salomon och far till juristen Harald Salomon.
Salomon blev student vid Uppsala universitet 1850 och medicine doktor 1861 på avhandlingen Om de pathologiska hufvudmomenten af allmän Paresis eller förlamande sinnessjukdom (Paralysie générale), vilken översattes i The Journal of Mental Science (1862) och i American Journal of Insanity (1863). Efter att tidigare ha varit verksam i olika läkarbefattningar var han under åren 1861–1864 tillförordnad och 1864–1878 ordinarie överläkare vid Malmö hospital och därefter överläkare vid Lunds hospital.
Salomon tog under en rad studieresor noggrann kännedom om sinnessjukvården i de flesta av Europas länder. Han författade även Om anstalter för idioters vård i Norden (1869) och en rad artiklar om sinnessjukdomar och sinnessjukvård i olika tidskrifter.